# 断髪式
断髪式（だんぱつしき）とは、大相撲の引退した力士がそのシンボルともいえる大銀杏を切り落とす儀式のことを言う。切り落とされた大銀杏は、一般にはガラスケースに入れて保存される。相撲博物館で展示されることもある。転じて、芸能人など力士以外の人物が公の場で髪を切り落とす行為の比喩としても用いられる場合もある。

## 引退相撲での断髪式
通常、引退に際し年寄名跡を襲名した力士の場合、引退相撲（「○○（力士名）引退 ○○（年寄名）襲名披露大相撲」と銘打たれて開催されることが通例）において、引退した力士の家族、後援者、恩人、友人らが次々と土俵に上がって、紋付羽織袴姿で座っている引退力士の髷に少しずつ鋏を入れ（特別な縁のない一般参加者は鋏を入れない）、最後に引退時の師匠に当たる親方が髷を切り落として終了となる。師匠が最後に切り落とす行為を止め鋏（とめばさみ）という。引退力士の横に行司が介添役として三方を持って立ち、鋏を入れる場所を指示する。切り取られた髷は三方に置かれる。現在では引退力士は椅子の上に座るが、昭和20年代中頃までは土俵の上に正座していた。また土俵の上はロールシートがT字型もしくは十字型に敷かれるが、2000年代以降はレッドカーペットをイメージした赤いシートが使われることが多い。
力士によっては300人以上が鋏を入れることもあるが、2003年5月場所後に引退相撲を行った貴乃花の場合は、本人の希望もあって、相撲協会関係者、息子の花田優一、実兄で横綱だった花田勝ら親戚、同期生である魁皇ら50人に留まった。
土俵上は女人禁制ゆえに、男性のみが鋏を入れる為に土俵に上がることができる。しかし2010年9月場所後に引退相撲及び断髪式を行った千代大海が自身の希望に基づき実母に鋏を入れて貰うべく断髪式の途中で土俵を降り、土俵下で鋏を入れて貰う演出がなされて以降、同様に断髪式の途中で土俵を降りたり、土俵の隣に設けたステージに移動したりして、女性に鋏を入れて貰う演出が多く見られるようになった。近年は引退力士が土俵の端（向正面側）に移動して女性が踏み台の上で鋏を入れるという、より自然な演出が増えている。
断髪式は引退力士にとって、長年頭の上にあった髷がなくなるため、「本当に大相撲から引退してしまうのだな」という気持ちや、今迄の相撲人生において沢山の想い出が甦るという理由からか、引退時記者会見ではさっぱりとした表情で話をしていた力士であっても、ほとんどの場合感極まって目から大粒の涙を流してしまう場合が多い。
整髪及び着替え後は、一種の「お約束」として身内の女性（夫人・母親・娘など）にネクタイを整えて貰うパフォーマンスを求められることが多いが、独身の場合は現役時代から親交があった身内以外の女性がその役を担うこともある。断髪式開催時に独身だった玉乃島は同部屋同期生の玉飛鳥が、稀勢の里は現役時代から仲のよかった元幕内・北太樹（年寄・小野川）がそれぞれ夫人役を買って出て笑いを取っていた。
引退相撲は原則として毎年1・5・9月の本場所終了後の1週間後の土日に両国国技館で開催される。また横綱・大関など人気力士の断髪式、披露パーティーの模様ともなれば、当日にテレビ中継されることもある。
- 双葉山の断髪式。鋏を入れる羽黒山（1946年11月19日）。
- 羽黒山の断髪式。鋏を入れる時津風（双葉山）（1954年1月30日）。

### 引退時の師匠以外が止め鋏を入れた例
本来、断髪式では引退時の師匠が年寄名義で止め鋏を入れるケースが一般的とされるが、何らかの理由により不可能となる場合がある。その場合は別の年寄（もしくは元年寄）が代理を務める。引退から断髪式の間に師匠が退職したことにより師弟関係が消滅した場合、元師匠が個人名義で止め鋏を入れることもある。以下にその実例を引退相撲が開催されたケースに限定の上、理由別に挙げる。
なお、引退時の師匠が止め鋏を入れることが通例となっていることから、北勝海信芳（止め鋏：千代の富士貢）や貴ノ浪貞博（止め鋏：貴乃花光司）のように、引退力士の現役時代に師匠を長期間務めていた年寄が断髪式開催の時点で健在かつ協会在職中にもかかわらず、当該力士の現役末期の僅かな期間しか師弟関係を持っていなかった年寄が止め鋏を入れるケースも存在すれば、後述のように引退時に師弟関係が消滅していた元師匠が当代師匠に代わり止め鋏を入れるケースも存在する。
断髪当時に襲名していた年寄名跡を四股名後ろの括弧書きに記し、引退力士以外の年寄（元年寄）も現役時の四股名で記す。

#### 師匠の死去
- 鏡岩善四郎（粂川） - 止め鋏不明：現役中に師匠鬼竜山雷八が亡くなり、二枚鑑札で部屋を継承していた。
- 玉ノ海梅吉（二所ノ関） - 止め鋏不明：現役中に師匠玉錦三右エ門が亡くなり、二枚鑑札で部屋を継承していた。
- 羽黒山政司（立浪） - 止め鋏不明：現役中に師匠緑嶌友之助が亡くなり、二枚鑑札で部屋を継承していた。[5]
- 栃錦清隆（春日野） - 止め鋏常ノ花寛市：現役中に師匠栃木山守也が亡くなり、二枚鑑札で部屋を継承していたため、一門代表として常ノ花が止め鋏を入れた。
- 松登晟郎（大山） - 止め鋏前田山英五郎：引退当初は年寄・振分を借株で襲名したが、師匠高登渉が松登の引退相撲直前に亡くなり、部屋を継承したため、一門代表として前田山が止め鋏を入れた。
- 琴櫻傑將（佐渡ヶ嶽） - 止め鋏佐賀ノ花勝巳]：引退当初は年寄・白玉を襲名したが、直後に師匠琴錦登が亡くなり、部屋を継承したため、一門代表として佐賀ノ花が止め鋏を入れた。
- 輪島大士（花籠） - 止め鋏若乃花幹士：師匠大ノ海久光が輪島に花籠部屋を譲った後、輪島の引退相撲の直前に亡くなったため、花籠部屋の兄弟子に当たる初代若乃花が止め鋏を入れた。

#### 師匠の退職・廃業
- 前田山英五郎（高砂） - 止め鋏朝潮太郎：入門時の師匠。前田山が大関の時に廃業し、二枚鑑札で継承させていたため、本名の薦田長吉。引退相撲が行われた当時健在のため、師匠として止め鋏を入れた。
- 佐賀ノ花勝巳（二所ノ関） - 止め鋏不明：現役中に先代師匠玉ノ海梅吉の廃業により、二枚鑑札で部屋を継承していた。
- 星岩涛祐二（陸奥） - 止め鋏豊山勝男：師匠星甲良夫の停年退職と共に引退し、部屋を継承していた。師匠は健在だったが、一門代表として豊山が止め鋏を入れた。
- 琴ノ若晴將（佐渡ヶ嶽） - 止め鋏琴櫻傑將：相撲協会を停年退職していたため、本名の鎌谷紀雄。師匠琴櫻の停年退職と共に引退し、部屋を継承していた。
- 潮丸元康（東関） - 止め鋏高見山大五郎：相撲協会を停年退職していたため、本名の渡辺大五郎。師匠高見山の停年直前に引退、小野川を一時襲名後、停年退職と共に部屋を継承していた。
- 土佐ノ海敏生（立川） - 止め鋏藤ノ川武雄：入門時の師匠で11代伊勢ノ海親方。相撲協会を停年退職していたため、本名の森田武雄。当初は藤ノ川が協会在職中の2011年5月場所後に開催される予定だったが、大相撲八百長問題の影響で2012年1月場所後に延期されていた（藤ノ川の停年は2011年9月場所後）。12代伊勢ノ海の師匠北勝鬨準人も鋏を入れたが、後述する高見盛のように新旧師匠2人掛かりの止め鋏ではなく、別々に鋏を入れる形式であった。
- 高見盛精彦（振分） - 止め鋏高見山大五郎：入門時の師匠で12代東関親方。相撲協会を停年退職していたため、本名の渡辺大五郎。高見山の退職からは4年が経過していたが、高見盛の希望か13代東関の潮丸の計らいか理由は不明。先に潮丸が半分ほど鋏を入れ、高見山が残りを切り落とすという流れだった。また断髪後の四方への礼は新旧師匠が揃って行われた。
- 蒼国来栄吉（荒汐） - 止め鋏大豊昌央：相撲協会を退職していたため、本名の鈴木栄二。師匠大豊の停年2日前に引退し、部屋を継承していた。

#### 師匠の疾病に伴う欠席
- 竹葉山真邦（中川） - 止め鋏安念山治：師匠廣川泰三（宮城野親方）が病気療養中で欠席したため、一門代表として安念山が止め鋏を入れた。宮城野親方は、竹葉山の断髪式直後に没した。
- 起利錦利郎（立川） - 止め鋏藤ノ川武雄：師匠柏戸剛（鏡山親方）が体調を崩し欠席したため、師匠の弟弟子に当たる藤ノ川が止め鋏を入れた。鏡山親方は、起利錦の断髪式から数か月後に没した。

#### 二枚鑑札・引退直後の部屋継承などに伴う師弟関係の消滅
- 双葉山定次（時津風） - 止め鋏双川喜文：本来は双川喜一（喜文の父）が止め鋏を入れる予定だったが、体調を崩していた為子息の喜文が止め鋏を入れた[6]。双川喜一は大分県警察部で部長を務め、双葉山を立浪部屋に入門させた人物であり、四股名の由来ともなった。入門時の師匠緑嶌友之助も鋏を入れたが、喜文が止め鋏を入れるに至った経緯は不明とされる。一方で喜一が止め鋏を入れたとする報道もある[7]。
- 佐田の山晋松（出羽海） - 止め鋏出羽ノ花國市：佐田の山現役時代は師匠だったが、引退と共に部屋を継承させ、出羽海から武蔵川になった。
- 金剛正裕（二所ノ関） - 止め鋏十勝岩豊：金剛の現役中に師匠佐賀ノ花勝巳が亡くなり直後に後継者が決まらず、十勝岩（湊川親方）が暫定的に二所ノ関を襲名して、部屋を継承していた。後継者に正式決定した金剛の引退と同時に、十勝岩は名跡を譲り湊川に戻った。
- 白鵬翔（宮城野） - 止め鋏竹葉山真邦：当時の間垣親方。白鵬現役時代は師匠だったが、白鵬引退後、自身の停年・再雇用と共に部屋を継承させ、宮城野から間垣になった。

#### 引退力士本人の希望
- 名寄岩静男（春日山） - 止め鋏双葉山定次：当時の時津風親方で元兄弟子。引退時所属していた立浪部屋は羽黒山が継承していたが、止め鋏は双葉山が入れた。
- 孝乃富士忠雄（年寄襲名なし） - 止め鋏北の富士勝昭：孝乃富士の現役晩年に、北の富士は千代の富士貢に九重部屋を譲って、九重から陣幕となった。断髪式当時に、師匠が健在かつ協会在職中でありながら、当代師匠以外の年寄が止め鋏を入れることは当時極めて異例だったが、孝乃富士自ら「止め鋏は前師匠の陣幕親方に入れて欲しい」と希望し、九重・陣幕が共に了承したことから実現した。
- 光法賢一（安治川） - 止め鋏竹葉山真邦：当時の熊ヶ谷親方で前師匠（入門時の師匠は廣川泰三）。光法の現役晩年に、金親和憲に部屋を譲って、宮城野から熊ヶ谷となった。前述の孝乃富士同様に断髪式当時、師匠が健在かつ協会在職中でありながら、当代師匠以外の年寄が止め鋏を入れることとなった（その後2010年12月に名跡を再交換して竹葉山が師匠に復帰）。
- 魁聖一郎（友綱） - 止め鋏魁皇博之：元兄弟子の浅香山親方。引退後、現役時代に所属していた大島部屋（引退直前に友綱部屋から改称）から浅香山部屋に転籍しており、止め鋏は同部屋師匠である魁皇が入れた。現役引退時の師匠が断髪式施行時点で協会在職中でありながら、現役時に師弟関係を持ったことがない年寄が止め鋏を入れる珍しいケースとなった（上述の孝乃富士及び光法はいずれも現役時代に師弟関係を持ったことがある年寄が止め鋏を入れた）。なお、引退時の師匠である旭天鵬勝（大島）は止め鋏直前に鋏を入れたが、入門当初の師匠である魁輝薫秀は欠席したと見られる。
- 松鳳山裕也（年寄襲名なし） - 止め鋏若嶋津六夫：当時の荒磯親方で入門時の師匠。松鳳山が引退する直前の2021年12月に二所ノ関部屋を玉乃島新に継承させ、名称も放駒部屋に変更していた。

#### 師匠の不祥事
- 時津海正博（時津風） - 止め鋏豊山勝男：入門時の師匠。相撲協会を停年退職していたため、本名の内田勝男。時津風部屋力士暴行死事件により当時の師匠双津竜順一に解雇処分が下り、関係者などの協議の結果、時津海が後継者に推されたことから急遽引退し部屋を継承していた。断髪式当時、双津竜は愛知県警に傷害致死容疑で逮捕されていたため、物理的にも倫理的にも出席不可能となっていた。
- 豊ノ島大樹（井筒） - 止め鋏土佐豊祐哉：元弟弟子で時津風親方。引退時の師匠は時津海正博だったが、引退から断髪式開催までの2年の間に、時津海が2回に亘り新型コロナウイルス対応ガイドライン違反を犯したことで退職、土佐豊が部屋を継承していた。
- 石浦鹿介（間垣） - 止め鋏旭富士正也：伊勢ヶ濱親方。引退後、弟弟子である北青鵬の暴行問題により、引退時の師匠である白鵬翔（宮城野）が監督責任を問われ、事実上の師匠剥奪処分により宮城野部屋は伊勢ヶ濱一門預かりとなり、所属力士と共に伊勢ヶ濱部屋に転籍していた。止め鋏は移籍先の伊勢ヶ濱部屋の師匠である旭富士が入れた。なお、断髪式には旧宮城野部屋関係者も出席し、白鵬及び入門時の師匠である竹葉山真邦も鋏を入れていた[8]。

## 引退相撲を伴わない断髪式

### 部屋主催の断髪式
関取に30場所以上在位した力士は、両国国技館にて引退相撲を行うことができるが、この条件を満たさずに引退した力士は、国技館の大広間等を借りたり、部屋の千秋楽後の打ち上げパーティーのプログラムに組み込んだりして、引退相撲を伴わない断髪式を行うケースが一般的とされる（後者は主に関取在位歴がない力士の場合）。この条件を満たした上で引退し年寄を襲名した力士の中にも、経費の問題などから、断髪式のみを行うケースも多く見られる。幕下以下の力士は原則、大銀杏を結えないが、断髪式では大銀杏が結える。
このような形式で土俵以外で断髪式を行う場合は、女性も出席して鋏を入れることができる。
2000年代以降、引退相撲を伴わない断髪式においても、国技館の土俵を使用するケースも多々見られる。
その他、特殊な形式で行われた断髪式に、次のような例も存在する。
- 元大関・把瑠都は、引退相撲にすると観覧チケットが高価になってしまうという考えから「公開形式の断髪式」（引退相撲から関取衆の取組を省略）という方法を実施した。
- 元幕内・常の山は「ここが私の原点である」との理由から出羽海部屋の稽古土俵で断髪式を行った。
- 三段目で弓取り力士だった千代の花は、千秋楽当日まで国技館、打ち上げパーティーの会場で弓取りを行い、直後に断髪式を行った。
- 元小結・宮錦（のちの年寄・芝田山）は引退直後、翌年の職務分掌で勝負検査役（現・勝負審判）に抜擢されることが決まったため、引退相撲を行わず、急きょ高砂部屋で断髪式を行った。
- 元十両・華王錦は2021年3月場所をもって引退したが、その直後に所属していた東関部屋が八角部屋への吸収合併のため閉鎖された。その約2か月後の同年5月に旧東関部屋（2018年1月まで使用していた建物）の大部屋で断髪式を行い、当代師匠高見盛精彦も出席したが、止め鋏は入門当時の師匠高見山大五郎が入れた[注釈 5]。
- 元幕内・鏡桜は2020年7月場所以降休場を続け、2021年9月場所では番付外に陥落（幕内在位経験者としては昭和以降初のケースとされた）し、前相撲に復帰することなく2023年3月26日付で引退したが、その間の2021年7月21日付で所属していた鏡山部屋が閉鎖され、伊勢ノ海部屋へ転属した。断髪式は2023年6月10日に両国国技館の大広間で行われたが、止め鋏は当代師匠北勝鬨準人（年寄伊勢ノ海）ではなく、入門当時の師匠多賀竜昇司（年寄鏡山）が入れた。

### 有志による断髪式
師匠（もしくは角界関係者）と喧嘩別れをしたり、不祥事を起こした（もしくは巻き込まれた）りしたことを理由に引退した場合、師匠に断髪式の開催及び出席を拒まれ、師匠以外の有志に断髪式を開催してもらい、止め鋏を入れてもらうケースもある。以下に過去の実例を示す。
- 1954年9月場所14日目に引退し、年寄・錦戸を襲名した第40代横綱・東富士は、錦戸の年寄株を双見山又五郎が所有していたことを知らずに襲名してしまったために立浪から苦情がつくなど、一門間での争いに巻き込まれたことを理由に、1954年12月に廃業した。人柄を惜しんだ双葉山（当時の年寄時津風）が角界に残れるよう便宜を図るが、一門同士の隔たりが大きかった時代もあって、双葉山をもってしても叶わず引退相撲も行われなかった。1955年7月7日、プロレスに転向して間もない時期にサンケイホールで行われ、止め鋏は同様に力士を廃業してプロレスラーとなっていた力道山光浩が入れたとされる[9]。

- 1975年に勃発した二所ノ関部屋の後継者問題がこじれ、押尾川部屋への移籍を認められなかったことを不服として、1976年9月場所後に引退してプロレスに転向した元幕内・天龍は、それから間もなく入門した全日本プロレスの興行で断髪式を行った。止め鋏は全日本プロレスの社長だったジャイアント馬場が入れた。奇しくもその会場は、旧両国国技館の日大講堂であった。この断髪式はプロレスファンに今一つ理解が得られなかったようであり、2階席の後方から野次が飛んだという。

- 1987年11月場所後の12月31日、当時の師匠安念山治らと衝突、部屋を飛び出したまま廃業した第60代横綱・双羽黒の断髪式は「北尾光司君を励ます会」という名目で、1988年の3月上旬に東京都内のホテルで行われた。3月場所の直前ということもあり、師匠を初め大相撲関係者は誰一人出席せず、止め鋏は双羽黒の実父が入れた。

- 1997年9月場所後、同じく師匠隆の里俊英(13代鳴戸)と衝突し、失踪したまま引退届を提出した元幕内・力櫻の場合、断髪式は「力櫻断髪の会」という名目で、親しい関係者有志がそれぞれ集まり、止め鋏は小錦八十吉（当時の年寄佐ノ山）が入れた。

- 2006年9月場所中に対戦相手（勢翔太）に暴行を加え当時の師匠琴ノ若晴將に引退を勧告された元十両・琴冠佑の断髪式は同年10月7日に中央区の銀座東武ホテルで行われたが、止め鋏は引退後の勤務先の社長が入れた[10]。角界関係者は寺尾常史（年寄錣山）及び他1名が出席したとされる。

- 2008年8月に大麻取締法違反の疑いで逮捕（起訴猶予）され解雇となった元幕内・若ノ鵬の断髪式は2009年2月1日に行われたが、こちらにも師匠二代目若乃花幹士を初め大相撲関係者は誰一人も出席せず、止め鋏を入れた人物も不明とされる。

- 2021年5月場所後に引退した元十両・高立は、当初は「右肩の負傷で2020年7月場所後に手術を受けたが、軟骨が消失したため一般人と肩がぶつかるだけでしびれる程の状態となり、手術後も残った右肩の痛みが限界に達していた」ことを引退の理由としていた[11]。しかし「週刊新潮2023年6月15日号」は、2021年に当時の髙立の妻が、木瀬部屋の幕下力士（高立の弟弟子）と不貞行為に及んだトラブルを報じた上で、負傷に加えて、当該被害により木瀬部屋に留まる気力を失くしたことを、高立の引退理由とした。不貞行為発覚後の師匠肥後ノ海直哉及び加害力士の対応に、高立が不信感を顕にしたことで師弟関係が悪化したとされ、2021年12月4日に金沢市の石川県立武道館屋内相撲場で開催された断髪式には所属していた木瀬部屋関係者の出席は無く、止め鋏は同武道館の館長が入れた旨が、翌2021年12月5日付の北國新聞で報じられた。

- 2021年7月場所中に大麻を使用したとして解雇となった（後に書類送検・不起訴）元幕内・貴源治の断髪式は同年10月31日に行われたが、止め鋏は貴闘力忠茂が入れた。これは同年9月10日にアップロードされた貴闘力のYouTubeチャンネルに貴源治が出演した際、貴源治の断髪式を貴闘力が手配する意向を示し[12]、それが実現する形となった。当日の様子は二子山部屋の元幕下・悟道力浩司のTwitterアカウントに公開されたが、元大関・小錦八十吉（タレント・KONISHIKI）も出席したとされる。

- 2023年5月場所前に引退した元関脇・逸ノ城は、現役末期に師匠である湊富士孝行（年寄湊）と師弟関係が修復不可能になるまで悪化したとされ、翌2024年2月11日に開催された断髪式には鶴竜力三郎（年寄音羽山）や大関・霧島鐵力など角界関係者も出席したものの、所属していた湊部屋関係者の出席は無く、止め鋏は母校・鳥取城北高校相撲部総監督で同校長の石浦外喜義が入れた[13]。

その他、角界とのトラブルや不祥事がなかった（公に確認されなかった）にもかかわらず、日本相撲協会の協会員以外の人物が止め鋏も入れたケースもある。以下にその実例及び止め鋏を入れた人物を示す。
- 元幕内・大日ノ出（止め鋏田中英壽：当時大日ノ出の母校日本大学の相撲部で監督を務めていた）
- 元十両・魁道（止め鋏実父）
- 元十両・德真鵬（止め鋏宮田淳：德真鵬の母校朝日大学理事長）※稀勢の里寛（年寄荒磯）・大道健二（年寄阿武松）など角界関係者も出席。
- 元小結・臥牙丸（止め鋏飯田稔：後援会長）※白鵬翔（年寄宮城野）など角界関係者も出席したが、所属していた木瀬部屋は力士の新型コロナウイルス感染のため部屋ごと欠席を余儀なくされた。
- 元幕内・磋牙司（止め鋏栗原大介：磋牙司の母校飛龍高等学校相撲部監督）※角界関係者は夏巡業中のため欠席。
- 元小結・千代大龍（止め挟松浪健四郎：千代大龍の母校日本体育大学理事長）※鶴竜力三郎（年寄鶴竜）など角界関係者も出席したが、所属していた九重部屋は合宿中のため部屋ごと欠席。

尚、不祥事を起こして引退した場合でも、力士時代の功績を考慮し、師匠に通常の断髪式を開催して貰い、止め鋏も入れて貰えるケースもある。以下にその実例及び引退理由（不祥事の内容）を示す。
- 第39代横綱・前田山（職権濫用による本場所休場及び本場所休場中の野球観戦）
- 第68代横綱・朝青龍（一般知人への暴行）
- 第70代横綱・日馬富士（貴ノ岩への暴行）
- 元幕内・貴ノ岩（付け人への暴行）
- その他、2011年の大相撲八百長問題で八百長に関与したとして処分を受け入れて引退した21力士も、その大半が通常の断髪式を開催し、師匠に止め鋏も入れて貰ったとされる。

## 断髪式を行わずに髷を切った例
力士のシンボルでもある髷を切るということは力士でなくなることを意味するが、日本相撲協会と袂を分かったり現役生活の続行を断念したりする決意を明示すべく、断髪式を経由せず力士本人が自主的に髷を切るケースも見られる。しかし、自主的に髷を切る行為により直ちに引退・廃業が成立することはなく、髷を切っても引退届が提出されていない場合は、現役力士を続行する権利は残り、実際に自主的に髷を切ったものの、引退届が提出されず本場所に帰参して、後に関取に昇進した例も多々存在する。

### 引退と同時期の自主断髪
- 1923年1月、26代横綱・大錦は三河島事件が自らの手で解決できなかったことに責任を取る意味で、その手打ち式の最中に別室で髷を切った。同時に大錦は相撲界を去ることを表明した。
- 1932年1月、関脇・天竜及び大関・大ノ里らは春秋園事件で相撲協会に対し改革を訴えたが、協会が拒否したため、天竜の主導で事件に参加した関取48人及び取的24人のうち、関脇・出羽ヶ嶽を除く全員が髷を切った。大半の力士がそのまま正式に脱退（廃業）したが、後述の通り、22名は事件から1年後の1933年1月場所に帰参した。
- 1950年9月場所前に突然廃業した関脇・力道山も断髪式は行わず、自ら髷を切った。師匠玉ノ海梅吉との金銭トラブルもあったとされている[14]。
- 1963年5月場所に入幕した幕内・逆鉾は入幕以降に私生活が乱れ出し、同年秋の準場所開催中に井筒部屋の宿舎から失踪。暫くして発見されたものの、11月場所前に自ら髷を切り、その姿で公の前に現れた。この時点で逆鉾に帰参する意思はなく、そのまま廃業した。
- 1969年7月場所限り、28歳の若さで廃業した幕内・朝岡も断髪式を行わず自ら理髪店に赴き髷を切ったが、断髪式を辞退した理由は不明とされる。
- 1988年9月場所14日目を二日酔い[注釈 6]で休場した幕内・南海龍は、同場所の終了直後、師匠朝潮太郎からの「酒と相撲、どっちを取るんだ。」という詰問に対し「酒は絶対にやめられない。」と言い残し、故郷西サモアに帰国。髷をほどきソバージュにし、アロハシャツ姿で帰国の便に搭乗したという。廃業届は同年10月7日に受理された[注釈 7][15]。帰国後に散髪をしたと見られ、1990年に新日本プロレスの藤波辰爾が結成したドラゴンボンバーズに参加した際は短髪になっていたという。
- 2008年9月に大相撲力士大麻問題で解雇された元幕内・白露山は、地位保全の訴訟に敗れて角界復帰を断念した折に祖国のロシアへ向かう飛行機の中で自ら髷を切ったが、極めて薄毛であったために素手で引っこ抜いたという。同時に解雇された実兄の元小結・露鵬も同様に公的な断髪式は行ったとされていない。
- 2009年1月30日に乾燥大麻16グラムを所持していたとして大麻取締法違反（所持）の現行犯で神奈川県警察薬物銃器対策課に逮捕され、2月4日付で解雇された若麒麟は、その後2月20日付で起訴され、4月22日に懲役10ヶ月執行猶予3年の判決が確定したが、4月13日の初公判には丸刈りで出廷した。その間、公的な断髪式は行わず、保釈直後に自主的に断髪したとされる。
- 2011年の大相撲八百長問題で職務停止2年の処分を受けた元幕内・春日錦（当時は既に引退して年寄・竹縄）は、処分決定後退職届を提出し、同年5月1日に断髪式を行う予定だったがこれを固辞し、自ら理髪店に赴き髷を切った。同様に引退勧告を受けた元幕内・市原（引退時は清瀬海）及び元十両・保志光も公的な断髪式を行ったことは確認できていない[注釈 8]。
- 元関脇・阿覧は健康上の問題で限界を悟って2013年9月場所出場を最後に同年10月8日付で引退したが、三保ヶ関部屋関係者以外には全くと言っていいほど引退を知らせておらず、その影響からか公的な断髪式は行わず、自主的に髷を落として帰国した。引退届の提出からわずか2日後に断髪して帰国まで済ませたという極めて一連の動きが手早い例であった。
- 元幕内・大砂嵐は2018年1月3日に自動車事故を起こした件について、日本相撲協会及び師匠大竜忠博への報告を怠ったこと、有効な国際運転免許証が失効していたこと[17]、発覚当初に虚偽の説明をしていたことなどの悪質性を受けて、同年3月9日に日本相撲協会より引退勧告の処分が下され、即日引退を表明した。同年3月29日には師匠が大砂嵐の断髪式を行わない意向を明かし[18]、その意向通り、同年4月1日未明にTBSで放送された『オールスター後夜祭』に『ガチ相撲トーナメント』のサプライズ出場者として出演した際には、既に自主的に断髪を済ませていたと見られ、頭髪をスキンヘッドにして髭を蓄えていた。
- 元十両・貴ノ富士は2019年9月場所直前に付け人へ暴行を加えた件について[19][20]、2018年3月場所8日目にも同様の暴行問題を起こし[21]2回目であること、暴行の他に差別的な発言[22]もしていたことを重く視た日本相撲協会コンプライアンス委員会及び師匠隆三杉太一は処分が下る前に自主的に引退届を提出するように貴ノ富士に促した。しかし貴ノ富士自身は当初はこれを不服として代理人弁護士を伴い文部科学省で記者会見を開いた[23]ものの、最終的には係争を断念し2019年10月11日付で引退届を提出[24]。11月16日には貴ノ富士の断髪式を行わないことを師匠が明らかにした。その間、貴ノ富士は理髪店で散髪をして、断髪した髪をヘアドネーションのNPO法人に寄付したという[25]。
- 元十両・木﨑海は2020年1月場所での負傷に起因する慢性的な首の痛みを理由に、中途半端な状態で相撲を取るべきではないと判断した上で、同年8月27日付で引退届を提出、即日受理された。新型コロナウイルス感染症拡大防止を目的としたイベント収容人数制限の影響により当初より未定であった断髪式は公的に実施されず、2021年2月9日にYouTube「しんのすけチャンネル」を開始した際には短髪になっており、その間に自主的に断髪を済ませていたと見られる。

### 自主断髪後の帰参
- 後の大関・清水川元吉は1926年1月場所で小結に昇進した時期から人気に溺れて乱酒と放蕩に身を持ち崩し、極道（交際女性の兄）が絡む事件を起こし、本場所を放棄し続けた結果、1927年には師匠小錦八十吉から破門を言い渡された[注釈 9]。翌年には白川義則陸軍大将の書を持参して日本相撲協会へ復帰を要請したが、門前払いを受けた。帰郷後に頭を丸め、父に伴われて上京し、再度の嘆願を試みたがここでも許されず、父は帰郷後に復帰を嘆願する心血こめた遺書を協会に送り自殺した。これを受けて、師匠が懇意にしていた殿り卯三郎（当時の年寄・荒汐）や、右翼の頭山満・杉山茂丸などの有力者が清水川の角界復帰を後押しする動きを見せたことで、協会もようやく復帰の是非を問う評議会を開催した。当初出席者の大半は復帰に反対したが、両国梶之助（当時の年寄・出羽海）が「命を殺しての嘆願が、将来、二度とあるか」と反対意見を一蹴し、清水川は1928年10月場所において十両最下位格で復帰するはこびとなった。上述の通り、嘆願活動において自主断髪を行ったため、復帰直後は丸刈り頭で出場した。
- 上述の春秋園事件で天龍と共に髷を切った力士のうち、綾櫻・鏡岩・朝潮をはじめとする21名（及び唯一髷を切らなかった出羽ヶ嶽）は、事件から1年後の1933年1月場所に帰参した。その大半は帰参直後には髷が結える程に髪が伸びておらず、ザンバラ頭で土俵に上がったとされる。
- 後の関脇・玉乃海太三郎は幕下時代の1940年に、巡業先の上海で、泥酔して憲兵に暴力を振るいしかも倒してしまい、駆けつけた他の憲兵に拳銃を抜かれる騒ぎを起こした。当時大関の羽黒山政司と当代師匠玉ノ海梅吉が懸命に詫びを入れたことで射殺は免れたものの、この取成しが相撲協会からの破門を条件として成されたため、除名となった。処分が除名であった関係上、断髪式は行わず自主的に断髪したとされる。その後は海軍の軍属としてトラック諸島、テニアン島、ガダルカナル島の飛行場建設に従事した。マラリアとアメーバ赤痢にかかり命の危機に瀕したが、これも生き延び、病状回復後は徴兵検査を受け陸軍二等兵として陸軍に入営。1947年に復員船で帰国後数年間は、故郷の大分や愛媛県野村町でアマチュア相撲のコーチをして暮らしていた。1950年のある日に入門時の師匠玉錦三右エ門の夢を見て角界への復帰を望み始めた矢先に、玉ノ海から破門の解除に伴い帰参を認める旨の連絡を受け、1950年5月場所より幕下格で帰参した。
- 後の大関・松登晟郎は幕下時代の1948年12月に家業の不振を気に病む余り実家に帰り髷を落としてしまった。しかし、師匠高登渉から説得され帰参を決意。それから半年後の1949年5月場所で新十両となったが、十両昇進当初はザンバラ頭で土俵に上がった[26]。
- 後の関脇・岩風角太郎は三段目時代に同期生の栃光に大きく差を付けられ、廃業を決意し、床屋で髷を切った。その直後、実家に居たところを兄弟子に見つかり部屋に連れ戻され、師匠射水川健太郎に説得され廃業を撤回した。断髪後の場所には丸刈り頭で土俵に上がった[27]。
- 後の前頭筆頭・淺瀬川健次は三段目時代に廃業を決意し、理容師見習の実弟に髷を切らせたが、若瀬川泰二（当時の年寄・浅香山）の説得を受け入れて帰参した[注釈 10]。
- 1964年9月場所を新十両で迎えた八竜鉄右エ門は、場所前の稽古で下半身を故障させ、失意の余り廃業するつもりで自ら髷を切ってしまったが、帰参して新十両の場所は丸刈り頭で出場した[注釈 11]。
- 後の関脇・麒麟児和春も幕下時代に生活態度を巡って兄弟子と口論になって反発した挙句に自ら髷を切って脱走したが、直後に師匠佐賀ノ花勝巳から寛容な態度で説得され、帰参して以降は熱心に稽古をするようになった。
- 後の小結・大豊昌央は三段目時代に右肩を負傷したり、体重の増加に苦心したりしたことで廃業を決心し実家に帰ったが、実父の説得を受け帰参した。その際に実父は大豊に反省の意を込めて髷を切るよう命令し、大豊もこれに同意したとされる。
- 1978年3月場所を東十両9枚目で迎えた元幕内・小沼克行は、場所前にかねてからの低迷を師匠柏戸剛に咎められたことを憤る余り自ら髷を切ってしまい、当場所をザンバラ髪で出場した[注釈 11]。
- 後の幕内・力櫻猛は上述の失踪行為以前、幕下時代にも門限に遅れたことを師匠隆の里俊英に叱責され、反省の意を示すべく髷を切り落とした。
- 後の前頭筆頭・琴龍宏央も幕下時代の1993年5月場所で7戦全敗を喫した際に嫌気がさして自ら髷を切って脱走したが、後に帰参して現役を続けた。
- 後の十両・鶴ノ富士智万も三段目時代に体重の増加に苦心したことに嫌気がさして自ら髷を切って脱走したが、後に帰参して現役を続けた。

### 治療を目的とした自主断髪
頸椎の負傷（頸椎ヘルニア・頸椎骨折など）や脳の負傷（脳挫傷・脳出血など）で手術を伴う治療を要する場合や、重症の頭皮疾患（円形脱毛症など）の場合、髷を残したまま治療を続行することは物理的に不可能とされるため、力士が現役中にこれらの治療を要する状況に陥った際は、自主断髪を余儀なくされる。力士がこのような経緯で髷を切る場合は、引退を前提としない（競技復帰を想定している）関係上、形式上の断髪式は行わないことが一般的とされる。後に関取に在位した力士が治療の為に自主断髪を行った前例は存在しないが、2004年3月場所から2012年5月場所まで東関部屋に所属した元三段目・太閤丸豊は、後者の理由で入門直後に自主断髪をし、全ての力士生活をスキンヘッドのまま過ごし、話題となった。

## 引退後長期間髷を残した例
- 1901年1月場所を最後に現役を引退して年寄・二十山を襲名、二十山部屋を創立した17代横綱・小錦は、引退後も7年間髷を付けたまま勝負検査役・取締役に就任した。腰が低く、誠実・真面目な人柄で平年寄と変わらぬ働き振りであったため人望を集めたとされる。なお、髷を切った具体的な時期・断髪式の実施の有無・引退直後に断髪式を実施しなかった理由はいずれも不明とされる。
- 1971年3月場所で引退した元幕内・魁罡は、当初の年寄を襲名せずに角界を去る意向に反し、師匠初代若乃花幹士が年寄襲名届を出したことにより1971年3月28日付で年寄・放駒を襲名。しかし自身の意思は変わらず、翌日3月29日付で自ら廃業届を提出し、非常に珍しい「年寄在任期間1日」という最短記録を残し角界を去った。その後魁罡は髷を残したまま名古屋市でスナックを経営したが、髷を切った具体的な時期・断髪式の実施の有無・引退直後に断髪式を実施しなかった理由はいずれも不明とされる。
- 1977年9月場所を最後に廃業した元十両・力駒は、直後の1977年11月26日に師匠吉葉山潤之輔が死去したため、「師匠に止め鋏を入れていただかないと髷を落とせない」と言い続け、廃業以降20年以上に亘り髷を残し続けた。50歳の時に行った“20年越しの断髪式”では、先々代の遺影が見守る中、現役時代の弟弟子で当時の宮城野部屋師匠竹葉山真邦が止め鋏を入れた。
- 1981年11月場所で廃業した元幕内・大旺は、師匠初代若乃花幹士と当時その娘婿だった2代目若乃花幹士（のち離婚）との対立に巻き込まれる形で断髪式が行われなかった。大旺は髷をつけたまま相撲料理店を開き「一国一城の主になったら髷を切る」というつもりだったが、逆に髷が店のシンボルになったため「切るに切れない」状況になってしまった。しかし、2014年、相撲協会の停年にあたる65歳を前に断髪をした。
- 2010年の大相撲野球賭博問題で解雇処分になった元大関・琴光喜は、解雇後、日本相撲協会を相手取って「地位保全」を裁判所に訴えていたが、敗訴が確定。2015年2月7日に都内のホテルで「けじめをつける」という意味で断髪式を行った。断髪式には師匠琴ノ若晴將こそ姿を見せなかったものの、白鵬・日馬富士・鶴竜の当時現役の3横綱、弟弟子の大関・琴奨菊など350人が鋏を入れ、当時相撲協会の理事の貴乃花光司が止め鋏を入れた[30]。元大関とはいえ、不祥事で解雇された力士の断髪式に現役の横綱・大関、さらに協会の理事も出席したというのは上述の例と比べても異例であった。
- 2011年の大相撲八百長問題で八百長に関与したとして引退勧告処分を受けたものの関与を否定し、引退届を提出しなかったため解雇処分になった元十両・星風も、解雇後に日本相撲協会を相手取り、力士としての地位確認と慰謝料を求める訴訟を起こしたが、2012年5月24日の第一審で敗訴。同判決が下された後の記者会見では、髷をほどいた総髪姿だったため、少なくとも解雇から約1年2ヶ月間は髷（が結える長さの頭髪）を残していたと見られる[31]。最終的に2013年10月29日付で上告が退けられたことで、解雇が確定した[32]。2014年2月24日にはIGFに参戦を表明し、デビュー日も発表されたが[33]、同日の記者会見では短髪になっていた。断髪式の実施の有無は不明とされる。
- 2019年後半から2021年に現役を引退し、2020年以降に両国国技館での断髪式を予定していた力士が、新型コロナウイルス感染症拡大防止の為に設けられた「イベント開催時における収容人数制限」の関係上、断髪式を相次いで延期した。このことに因り2020年後半以降、髷が残った年寄が最も多い時期で15名も在職する事態となった[34][35][36]。以下に年寄を襲名後1年以上髷を残した元力士に限定の上、その実例を挙げる。

| 四股名         | 年寄名      | 引退日         | 断髪式実施日  | 髷を残した期間 |
| -------------- | ----------- | -------------- | ------------- | -------------- |
| 元関脇・安美錦 | 安治川      | 2019年7月17日  | 2022年5月28日 | 2年316日       |
| 元関脇・嘉風   | 中村        | 2019年9月12日  | 2022年2月5日  | 2年146日       |
| 元前頭・誉富士 | 楯山        | 2019年9月20日  | 2022年2月19日 | 2年152日       |
| 元大関・豪栄道 | 武隈        | 2020年1月28日  | 2022年1月29日 | 2年1日         |
| 元前頭・蒼国来 | 荒汐        | 2020年3月26日  | 2022年10月2日 | 2年190日       |
| 元関脇・豊ノ島 | 井筒        | 2020年4月17日  | 2022年5月28日 | 2年41日        |
| 元関脇・栃煌山 | 清見潟      | 2020年7月15日  | 2022年1月30日 | 1年199日       |
| 元大関・琴奨菊 | 秀ノ山      | 2020年11月14日 | 2022年10月1日 | 1年321日       |
| 元横綱・鶴竜   | 鶴竜        | 2021年3月24日  | 2023年6月3日  | 2年71日        |
| 元関脇・勢     | 春日山      | 2021年6月21日  | 2023年6月4日  | 1年348日       |
| 元横綱・白鵬   | 間垣→宮城野 | 2021年9月30日  | 2023年1月28日 | 1年120日       |

- その他、2020年1月場所に引退した元幕内・荒鷲[37]、同7月場所前に引退した元十両・徳真鵬（上述）、同年11月場所に引退した元小結・臥牙丸（上述）も、収容人数制限の影響を受け引退から断髪式まで1年以上のブランクが生じた。
- 2019年9月場所に引退した元幕内・大喜鵬の断髪式も、約4年の間隔を経た2023年9月3日に両国国技館にて行われた。収容人数制限が緩和されて以降も約2年に亘り髷を残したが、自身の起業に伴う多忙や現役時の兄弟子・白鵬翔が引退相撲の準備を優先せざるを得なかったなどの理由が考えられる。止め鋏は引退時の師匠竹葉山真邦ではなく、宮城野部屋の当代師匠白鵬が入れた[注釈 12]。

## ライフイベントの一環としての断髪式

### 結婚式・披露宴と同時に断髪式を行った例
- 1984年9月場所後に廃業した元前頭2枚目・若の富士昭一は同年10月に大阪市内のホテルで結婚式を挙げ、その場で断髪式を行った（止め鋏北の富士勝昭）。
- 2000年1月場所限りで引退した元十両・嵐立磨は引退直後に結婚式を挙げ、その場で断髪式を行った（止め鋏千代の富士貢）。
- 昭和以降の最高齢力士だった高砂部屋の一ノ矢充（最高位・三段目6枚目）は46歳11か月で迎えた2007年11月場所限りで引退し、翌2008年2月2日に自身の結婚式のプログラムの一環として断髪式を行った。結婚式の前半では大銀杏姿を披露し、式典の途中に組み入れられた断髪式では新婦（当時40歳の雑誌編集者）も鋏を入れた（止め鋏朝潮太郎）。
- 2011年の大相撲八百長問題で引退勧告を受け、引退した元小結・白馬毅は2008年10月に時天空慶晃の実妹と結婚、2009年3月には長女が誕生していた。その後、幕内定着・三役昇進を遂げて結婚披露の時機を見計らっていた矢先に処分を受けたため、処分から間もない2011年6月18日に断髪式と結婚披露宴を同時に行う運びとなった（止め鋏霧島一博）[38]。
- 2012年5月場所で、幕内在位経験者として初めて序ノ口まで陥落し、同場所を全休して場所後に引退した琉鵬正吉（最高位・前頭16枚目）は、同年9月15日に同郷の女性と結婚し、同月30日に東京都内のホテルで結婚披露宴を兼ねる形式で断髪式を行い、当時の大関・鶴竜力三郎を含む約200名の披露宴出席者も鋏を入れた（止め鋏霧島一博）。
- 2014年1月場所限りで引退し、直後に同い年の女性と結婚した元十両・琴国晃将は、同年4月27日にホテルイースト21東京にて断髪式と結婚披露宴を同日に行ったが[39]上述の3力士と異なり、式典の一環に断髪式を組み込む形ではなく、同一の会場で前半に断髪式・後半に結婚披露宴と、それぞれ分離する形式で行われた（止め鋏琴ノ若晴將）[40]。
- 2016年1月場所限りで引退し、年寄・安治川を襲名した元前頭筆頭・土佐豊祐哉は引退直後にマジシャン・小泉エリとの婚約を発表し、同年3月に入籍した。借株であった関係上、引退相撲を伴う断髪式は行わず、当初から断髪式と結婚式を同日に行う計画がなされていた。上述の琴国と同様に、同一の会場で前半の断髪式と後半の結婚式を分離する形式で、2016年10月2日に行われた（止め鋏時津海正博）[41]。

### 病床での断髪式
- 元小結・大翔鳳昌巳は、1999年3月場所後の精密検査の結果、膵臓癌が発見され、闘病のため同年6月11日付で引退し準年寄・大翔鳳を襲名。引退相撲を伴う断髪式を予定していたものの、闘病が長引く見込みだったことから「時機を逸するといけないから」として、日本大学時代の同級生で親友でもあった舞の海秀平らによって、1999年10月3日に高輪プリンスホテルで急遽断髪式が行われ、自身の引退直前に7代立浪を襲名し部屋を継承した旭豊勝照[注釈 13]が止め鋏を入れた。闘病の影響からか、140キロ以上あった体重は90キロ程までに激減し、断髪式当日には髷がなければ元力士とは思えないほどに痩せていた。整髪後の挨拶では病気の克服を出席者の前で誓っていたが、その断髪式からわずか2か月後の同年12月4日、治療の甲斐もなく膵臓癌により32歳の若さで没した。
- 元小結・時天空慶晃も、2016年1月場所前に、悪性リンパ腫で当面の間抗がん剤の投与による入院加療を要するとの診断が下されたことが公表された[42][43]。これにより当場所以降休場を続けた。療養中は土俵への復帰の希望を持ちつつ、抗がん剤治療の副作用で髪が抜けることを覚悟し、2015年11月場所前に、入門当初の師匠豊山勝男をはじめ、当代師匠時津海正博、母校・東京農業大学相撲部総監督の安井和男、そして家族ら数人が見守る中、病室でひっそりと“復活を願っての断髪式”が行なわれた[44]。以降、療養に専念も、2016年9月場所前には復帰を断念し現役を引退し年寄・間垣として後進の育成を行うこととなった。上述の経緯もあり、引退会見には髷頭に紋付袴姿ではなく、丸刈り頭にスーツ姿で応じていた[45]。引退後は年寄として業務に当たったが程なく病状が悪化、翌2017年1月31日午前1時12分、悪性リンパ腫により37歳の若さで没した[46]。
- 元幕内・翔天狼大士も、日本国籍取得直後の2017年9月場所を休場。同年の夏から癌を患っていることが白鵬翔によって公表された[47]。2017年12月28日付で引退し、年寄・春日山を襲名して藤島部屋の部屋付き親方として後進の指導に当たることとなった。引退会見は行わず、暫しの療養専念期間を経て2018年3月に年寄の職務に復帰したが、その期間中に抗がん剤の副作用で頭髪が少なくなり「少しでも残っているうちに」と部屋の床山を呼び、残った僅かな頭髪で大銀杏を結って貰い、直後に「2人きりの断髪式」を行った[48]。

## その他

### 物理的に断髪式が行えなかったケース
- 力士が現役中に没した場合、物理的に断髪式が行えない関係上、幕内・龍興山一人がそうであったように、髷を残したまま納棺されるケースが一般的とされる。前例は不明であるが、髷を残した年寄が没した場合も同様とされる。
  - 51代横綱・玉の海正洋は、納棺の際に僧侶によって髷を切られ、白木の箱に保管されていたことが2022年に明らかとなった[49]。
  - 上記の通り病床での断髪式を行ったケースはあるが、 1998年3月10日に汎血球減少症による肺出血のため現役力士の身分のまま30歳の若さで没した元小結・剣晃敏志は、病名が判明する前の1997年5月場所後に大阪市内の病院に入院し、同年7月場所以降一度も出場することなく全休を続けた。病名が判明して以降治療に専念していたが、その間に抗がん剤の副作用で髪が全て抜け落ちてしまい、断髪式を行えなかったとされる。

- 前述の事情で力士生活をスキンヘッドのまま過ごした太閤丸豊は頭髪自体が無いことから物理的に断髪式が行えない関係上、代替として握手会が行われた[28]。

### エピソード
- 早稲田大学の大隈講堂で断髪式を行った元関脇・笠置山は切り取った髷を窓から外に投げ「髻（もとどり）の切られる窓に落葉かな」と俳句を詠んだ。
- 1986年7月場所を最後に引退し、年寄・不知火を襲名した元関脇・青葉城は、断髪式の直後、「未練は無い」と言い放った上で、切り取った髷を惜しげもなく両国国技館のゴミ箱に投げ捨てた。
- 2001年1月場所後に引退した元十両・梅の里の断髪式は、当時の師匠富士錦猛光が病気により出席できず、当時部屋付きの錦戸親方で実兄でもある水戸泉政人が止め鋏を入れた。当時、水戸泉も現役を引退して4ヶ月しか経っておらず、自身の引退相撲も終えていなかったため、髷が残った年寄が止め鋏を入れるという一見不思議な写真が相撲誌に掲載された。
- 2004年9月場所10日目の取り組みを最後に引退した元十両・琴岩国の断髪式も同様の理由で当代師匠琴櫻傑將ではなく、当時現役だった兄弟子・琴ノ若晴將が止め鋏を入れた[注釈 14]。
- 2016年11月場所を最後に引退し、年寄・荒磯を襲名した元幕内・玉飛鳥の断髪式では、国技館の土俵上で行われ、師匠玉春日良二による止め鋏の際に、玉飛鳥の長男も急遽土俵に上がり、玉春日と“共同”で止め鋏を入れた。
- 2016年10月に春日山部屋の名跡継承騒動に伴う師匠辞任勧告が生じ、2016年10月19日に当代師匠濵錦竜郎がそれを受諾して春日山部屋の閉鎖が決定した際は、これを受けて所属力士23人中12人が日本相撲協会へ引退届を提出し、保留期間を経て同年11月場所終了後の11月30日に12人全員の引退届が正式に受理された。同年12月23日には川崎市内のホテルにて、上述12人とは別に引退の意向を表明した2人を加えた力士14人の合同断髪式が行われた[50]。当該14人は春日山部屋閉鎖に伴い、登録上追手風部屋（濵錦の出身部屋）の預り弟子となっていたものの、止め鋏は当代師匠大翔山直樹ではなく春日山部屋の前師匠濵錦で、しかも14人もの多人数の断髪式を同時に行うという、異例尽くしの断髪式としてスポーツ紙各社に報道された。
- 2022年2月に公開された日本ハム「シャウエッセン」の「シャウ、断髪。」篇では、日本相撲協会監修の元、シャウエッセンの巾着を髷に見立て、実際の断髪式のような動画を制作した[51]。
- 2025年4月27日に埼玉県熊谷市の彩の国くまがやドームで行われた元WBO世界フライ級王者・木村翔の引退セレモニーで「バンテージカット」が組み込まれた。その内容は断髪式よろしく支援者・関係者合わせて16人が次々と木村のバンテージに鋏を入れるものであり、止め鋏は師匠の花形進（所属の花形ボクシングジム会長）が入れた[52][53][54]。